# SMS Großer Kurfürst (1875)
Großer Kurfürst byla věžová bitevní loď německého císařského námořnictva třídy Preussen, která se potopila dne 31. května 1878 nedaleko anglických břehů u Plymouthu po srážce s bitevní lodí SMS König Wilhelm.

## Stavba a konstrukce
Stavba lodi Großer Kurfürst začala roku 1869 v loděnicích Kaiserliche Werft Wilhelmshaven ve Wilhelmshavenu. Její hlavní výzbroj (4 děla ráže 260 mm) byla umístěna v centrální baterii. Loď poháněl jeden parní kotel, který měl výkon 4077 kW. Loď byla odolná a nevykazovala žádné problémy.

## Panenská plavba
Na svou první, a zároveň poslední plavbu vyplul Großer Kurfürst dne 29. května 1878, spolu se sesterskými loděmi SMS Friedrich der Grosse a SMS Preussen. Lodě pluly na cvičnou plavbu do Plymouthu a zpět. Ke svému cíli dopluly o dva dny později. Na březích stálo mnoho diváků toužících na vlastní oči spatřit eskadru pod velením admirála von Batsche. Mohli sledovat, jak se německé lodě blíží ke skupině tří plachetnic. Vedoucí Großer Kurfürst se jim snažil vyhnout, a loď se stočila na levobok. Na Königu Wilhelmu, který eskadru doprovázel, však došlo k nedorozumění, a loď místo na pravobok zatočila na levobok. Následný náraz uštědřil Großeru Kurfürstu smrtelný zásah. Loď během osmi minut klesla ke dnu a s ní i 276 mužů posádky.